# Чон Баль
Чо́н Ба́ль (також Чон Бал) (кор. 鄭撥, 정발, МФА: [tɕоŋ bal]; 1533 — 25 травня 1592) — корейський військовий діяч династії Чосон. Командир Пусанського гарнізону. Загинув під час оборони Пусана в ході японсько-корейської війни. Прізвисько — Чаго, псевдонім — Бекун), посмертне ім'я — Чхунчан.

## Біографія
Чон Баль народився 1533 року в шляхетній родині з провінції Кьонсан. 1579 року він склав державні іспити на посаду військового чиновника.
Напередодні японського вторгнення до Кореї, Чон Баль займав посаду капітана флоту, командира гарнізону Пусанської фортеці — найважливішого портового міста на південному узбережжі країни. Першим з японської армії в Корею висадився загін Со Йосітосі. Со даймьо Цусіма, японського острова розташованого поруч з Кореєю, і добре знав місцеве узбережжя. 23 травня 1592 року, перебуваючи на полюванні на острові Чольон в Пусанській затоці, він виявив японський флот. Кораблі противника рухалися у напрямку Пусана, тому Чон Баль хутко повренувся до фортеці й оголосив воєнну тривогу. Ввечорі 23 травня японський командир Со Йосітосі запропонував командиру гарнізону здатися, але той відмовився. Вночі 25 травня японці повторно надіслали звернення, але отримали таку ж відповідь. Зранку розпочався штурм Пусана, під час якого Чон Баль керував обороною. Бій тривав декілька годин і закінчився розгромом корейців. 60-річний командир загинув, захищаючись: під час штурму міста він був застрелений. Біля нього знайшли тіло його 18-річної наложниці Ехян. Корейці втратили вбитими 8000 чоловік, 200 було взято в полон.
З 1624 року Чон Баля вшановують як божество у пусанському Святилищі вірних героїв. На пам'ять про покійного в Пусані встановлено бронзовий пам'ятник.